# Günther Hornschuh
Günther Hornschuh (* 1. Juli 1925 in Gotha; † 19. März 2001 in Königswinter) war ein deutscher Architekt.

## Leben
Hornschuh studierte nach dem Zweiten Weltkrieg in Berlin an der wiedereröffneten Hochschule für Bildende Künste (HfBK) Architektur bei Georg Leowald und Paul Baumgarten. 1953 schloss er das Studium mit der Diplom-Prüfung ab, danach war er freier Mitarbeiter in verschiedenen Architekturbüros, anschließend erfolgte die Festanstellung in Freiburg im Breisgau beim Universitätsbauamt. Er war zuständig für die Planung der Universitätsbibliothek, der Mensa und des Kollegiengebäudes III.
Die Bundesbaudirektion hatte ein Beratergremium zum Ausbau Bonns zur Bundeshauptstadt einberufen. Es bestand u. a. aus den Architekturprofessoren Sep Ruf, Egon Eiermann und Paul Baumgarten. Um ihre Empfehlungen zu erarbeiten, schickten Ruf Manfred Adams und Peter Türler, Eiermann Georg Pollich und Eberhard Brandl sowie Baumgarten Heinrich Nitscke und als letzten im August 1962 Günther Hornschuh nach Bonn.
Nach Abschluss der Arbeiten 1968 gründeten Adams, Hornschuh und Türler die Planungsgruppe A. H. T. (die spätere Planungsgruppe Stieldorf). Hornschuh war überwiegend beteiligt an Wettbewerben und Ausführungen, z. B. bei den Ministerien (Kreuzbauten in Bad Godesberg), den Abgeordneten-Wohnhäusern in Bonn, dem Kölner Funkhaus der Deutschen Welle, dem Rathaus in Alfter, verschiedenen Gemeindezentren und kirchlichen Bauten im Rhein-Sieg-Raum.
Hornschuh wohnte über drei Jahrzehnte und bis zuletzt im Königswinterer Ortsteil Vinxel bei Stieldorf, war Presbyter an der evangelischen Kirchengemeinde Stieldorf-Heisterbacherrott und auch als Architekt für den Neubau der Emmauskirche in Heisterbacherrott von 1989 verantwortlich. Er war mit Irmgard Hornschuh (1927–2015) verheiratet, hatte mehrere Kinder und wurde auf dem Friedhof Heisterbacherrott beigesetzt. Seine Tochter Beate Hornschuh-Böhm (* 1956) war Pastorin in Berlin und Superintendentin des Kirchenkreises Reinickendorf.

## Schriften
- Planungsgedanken des Architekten. In: Presbyterium der Evangelischen Kirchengemeinde Königswinter (Hrsg.): Festschrift zur Einweihung des Evangelischen Gemeindehauses Ittenbach am 4. Sonntag nach Trinitatis; mit einer kurzen Darstellung zur Geschichte der Evangelischen Kirchengemeinde Königswinter. Riscop, Königswinter 1983. (online)
- (mit M. Dörnenburg): Gemeindezentrum Epiphanias-Kirche Bonn-Tannenbusch. In: Kunst und Kirche (ISSN 0023-5431), Jahrgang 1989, Heft 2 (Themenheft Kirchen der 80er Jahre), S. 100 f.